# Hoa hậu Hoàn vũ 1977
Cuộc thi Hoa hậu Hoàn vũ 1977 là cuộc thi Hoa hậu Hoàn vũ lần thứ 26 được tổ chức tại thành phố Santo Domingo, Cộng hòa Dominica. Người chiến thắng của cuộc thi là Janelle Commissiong, hoa hậu Trinidad và Tobago và đồng thời cũng là người phụ nữ da đen đầu tiên đoạt ngôi Hoa hậu Hoàn vũ.

## Kết quả

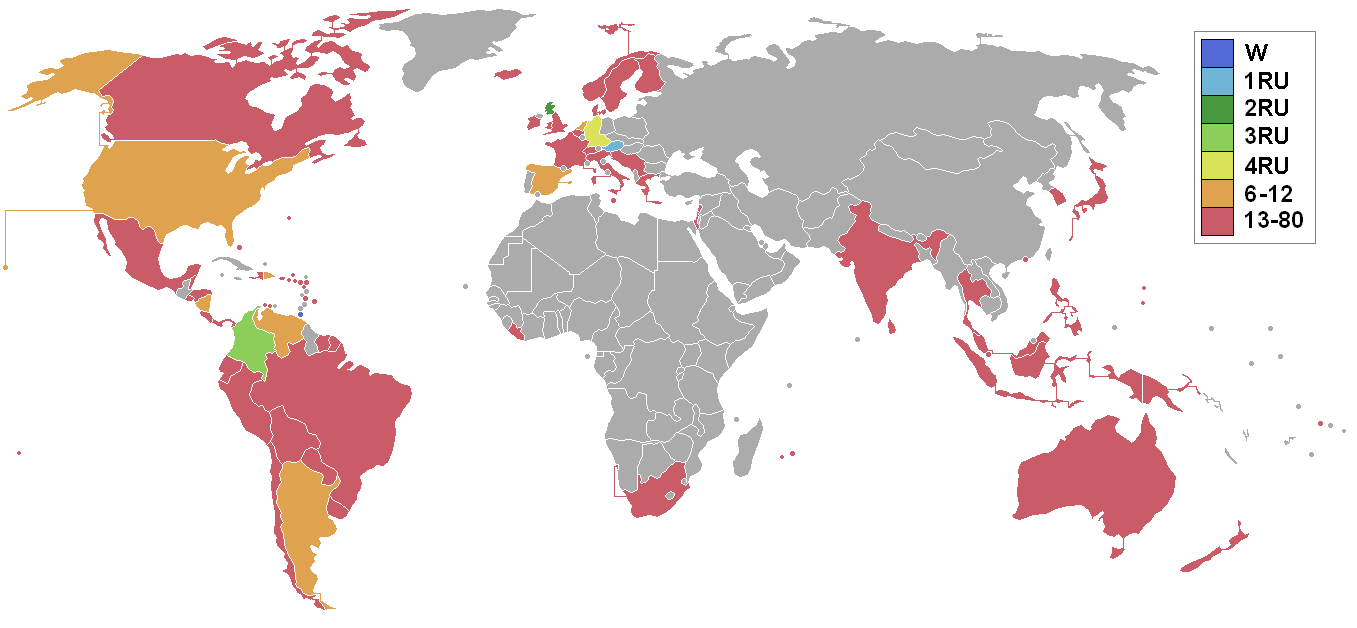
Các quốc gia và vùng lãnh thổ tham gia Hoa hậu Hoàn vũ 1977 và kết quả.

### Thứ hạng
| Kết quả              | Thí sinh |
| -------------------- | --- |
| Hoa hậu Hoàn vũ 1977 | - Trinidad và Tobago – Janelle Commissiong |
| Á hậu 1              | - Áo – Eva Düringer |
| Á hậu 2              | - Scotland – Sandra Bell |
| Á hậu 3              | - Colombia – Aura María Mojica Salcedo |
| Á hậu 4              | - Đức – Marie-Luise Gassen |
| Top 12               | - Argentina – Maritza Jurado - Cộng hòa Dominica – Blanca Sardiñas - Hà Lan – Ineke Berends - Nicaragua – Beatriz Obregón - Tây Ban Nha – Luz Hernández - Hoa Kỳ – Kimberly Tomes - Venezuela – Cristal Montañez |

### Thứ tự gọi tên
| 1. Scotland 2. Trinidad và Tobago 3. Hoa Kỳ 4. Đức 5. Venezuela 6. Áo 7. Tây Ban Nha 8. Argentina 9. Nicaragua 10. Colombia 11. Hà Lan 12. Cộng hòa Dominica | 1. Đức 2. Scotland 3. Áo 4. Trinidad và Tobago 5. Colombia |

## Các giải thưởng đặc biệt
| Giải thưởng                 | Thí sinh                                   |
| --------------------------- | ------------------------------------------ |
| Hoa hậu Ảnh                 | - Trinidad và Tobago – Janelle Commissiong |
| Hoa hậu Thân thiện          | - Canada – Pamela Mercer                   |
| Trang phục dân tộc đẹp nhất | - Hàn Quốc – Kim Sung-Hee                  |

## Hội đồng giám khảo
| - Armando Bermudez - Roberto Cavalli - Linda Cristal - Robert Evans - Oscar de la Renta - Yuri Geller | - Howard W. Koch - Marisol Malaret – Hoa hậu Hoàn vũ 1970 đến từ Puerto Rico - Gordon Parks - Vidal Sassoon - Dionne Warwick - Wilhelmina Cooper |

## Thí sinh tham gia
| - Antigua - Sheryl Ann Gibbons - Argentina - Maritza Elizabet Jurado - Aruba - Margareth Eldrid Oduber - Úc - Jill Maree Minaham - Áo - Eva Maria Duringer - Bahamas - Paulette Rosetta Ogylvie Borghardt - Barbados - Margaret Sonia Rouse - Bỉ - Claudine Marie Vasseur - Belize - Dora Maria Phillips - Bermuda - Connie Marie Frith - Bolivia - Liliana Gutiérrez Paz - Brazil - Cássia Janys Moraes Silveira - Quần đảo Virgin (Anh) - Andria Dolores Norman - Canada - Pamela Mercer - Chile - Priscilla Raquel Brenner - Colombia - Aura María Mojica Salcedo - Costa Rica - Claudia Maria Garnier Arias - Curaçao - Regine Tromp - Đan Mạch - Inge Eline Erlandsen - Cộng hòa Dominica - Blanca Aurora Sardiñas - Ecuador - Lucía del Carmen Hernández Quiñones - El Salvador - Altagracia Arévalo - Anh - Sarah Louise Long - Phần Lan - Armi Aavikko † - Pháp - Véronique Fagot - Guyane thuộc Pháp - Evelyne Randel - Đức - Marie-Luise Gassen - Hy Lạp - Maria Spantidaki - Guadeloupe - Catherine Reinette - Guam - Lisa Ann Caso - Haiti - Françoise Elie - Hà Lan - Ineke Berends - Honduras - Carolina Rosa Rauscher Sierra - Hồng Kông - Chu Linh Linh - Iceland - Kristjana Þrainsdóttir - Ấn Độ - Bineeta Bose - Indonesia - Siti Mirza Nuria Arifin - Ireland - Jakki Moore - Israel - Zehava Vardi - Ý - Paola Biasini | - Nhật Bản - Kyoko Sato - Hàn Quốc - Kim Sung-hee - Liban - Hyam Saadé - Liberia - Welma Albertine Wani Campbell - Malaysia - Leong Li Ping - Malta - Jane Benedicta Saliba - Mauritius - Danielle Marie Françoise Bouic - Mexico - Felicia Mercado - New Zealand - Donna Anne Schultze - Nicaragua - Beatriz Obregón Lacayo - Quần đảo Bắc Mariana - Margarita Benavente Camacho - Na Uy - Åshild Jenny Ottesen - Panama - Marina Valenciano - Papua New Guinea - Sayah Karakuru - Paraguay - María Leticia Zarza Perriet - Perú - María Isabel Frías Zavala - Philippines - Anna Lorraine Tomas Kier - Puerto Rico - Maria del Mar Rivera - Réunion - Yolaine Morel - Samoa thuộc Mỹ - Virginia Caroline Suka - Scotland - Sandra Bell - Singapore - Marilyn Choon May Sim - Nam Phi - Glynis Dorothea Fester - Tây Ban Nha - Luz María Polegre Hernández - Sri Lanka - Sobodhini Nagesan - Saint Kitts - Annette Emelda Frank - Saint Lucia - Iva Lua Mendes - Sint Maarten - Marie Madeleine Boirard - Suriname - Marlene Roesmienten Saimo - Thụy Điển - Birgitta Lindvall - Thụy Sĩ - Anja Kristin Terzi - Tahiti - Donna Aunoa - Thái Lan - Laddawan In-Yah - Trinidad và Tobago - Janelle Commissiong - Uruguay - Adriana María Umpierre Escudero - Hoa Kỳ - Kimberly Tomes - Venezuela - Cristal Montañez - Quần đảo Virgin (Mỹ) - Denise Naomi George - Wales - Christine Anne Murphy - Nam Tư - Ljiljana Sobajić |

## Chú ý

### Lần đầu tham gia
| - Antigua - Quần đảo Virgin (Anh) - Guyane thuộc Pháp - Guadeloupe | - Réunion - Saint Kitts - Saint Lucia |

### Trở lại
- Lần cuối tham gia vào năm 1962:
  -  Tahiti
- Lần cuối tham gia vào năm 1975:
  -  Belize
  -  Haiti
  -  Liban

### Bỏ cuộc
- Guatemala – Marta Elisa Tirado Richardson
- Luxembourg – Jeannette Henriette Colling
- Thổ Nhĩ Kỳ – Manolya Onur bị loại vì tham dự hai lần.

### Không tham gia
- Martinique – Patricia Vatble